# Амрен, Франц
Франц Амрен (нем. Franz Amrehn) — государственный и политический деятель Германии. С 30 августа по 3 октября 1957 года занимал должность правящего бургомистра Берлина.

## Биография
Родился 23 ноября 1912 года в Берлине, Германская империя. Работал в финансовом отделе Dresdner Bank, а после начала Второй мировой войны проходил службу в составе Вооружённых сил Третьего рейха. В 1945 году вернулся с войны в звании старшины, вступил в партию Христианско-демократический союз Германии. Затем был управляющим директором берлинской строительной компании. В 1952 году сдал квалификационный экзамен на адвоката.
В 1960-х годах увлекся политикой, был членом палаты представителей Берлина. 30 августа 1957 года был назначен исполняющим обязанности правящего бургомистра Берлина после скоропостижной кончины Отто Зура. 3 октября 1957 года его сменил на этой должности Вилли Брандт. В 1962 году Франц Амрен стал почетным гражданином Родоса, а также ему был вручен Почётный знак «За заслуги перед Австрийской Республикой». В 1963 году был удостоен Ордена «За заслуги перед Федеративной Республикой Германия». Скончался 4 октября 1981 года в Западном Берлине.